# Lliga Nacionalsocialista de Dones

Banderí de la LND.

La Lliga Nacionalsocialista de Dones (en alemany: NS-Frauenschaft, NSF) va ser l'organització de dones del partit nazi. Fou fundada l'octubre del 1931 com una fusió de diversos grups nacionalistes i les associacions nacionalsocialistes de dones.
La Lliga estava subordinada a la direcció nacional del Partit Nacional Socialista dels Treballadors Alemanys (NSDAP-Reichsleitung), les nenes i dones joves eren competència de la Lliga de Noies Alemanyes (Bund Deutscher Mädel). Des de febrer de 1934 fins al final de la Segona Guerra Mundial el 1945, va ser dirigida per la líder (Reichsfrauenführerin) Gertrud Scholtz-Klink (1902-1999).
El 1938, l'organització va arribar a un total de dos milions de militants, l'equivalent al 40% de la pertinença del total del partit. La Lliga Alemanya per a la Infància i la de Dones Nacionalsocialistes van ser conegudes com a Kinderschar.